# Cicurina minorata
Cicurina minorata là một loài nhện trong họ Dictynidae.
Loài này thuộc chi Cicurina. Cicurina minorata được Willis J. Gertsch & Michael Davis miêu tả năm 1936.